# Parkdale, Michigan
Parkdale är en så kallad census-designated place i Manistee County i Michigan. Vid 2020 års folkräkning hade Parkdale 607 invånare.